# Ola verde

Una ola verde u onda verde es un fenómeno inducido intencionalmente, en el cual una serie de semáforos se coordinan para permitir el flujo continuo del tráfico sobre varias intersecciones en una misma dirección.
Cualquier vehículo que se mueva a lo largo de la ola verde, aproximadamente a una velocidad establecida por los controladores de tráfico, verá una cascada progresiva de luces verdes, y no tendrá que detenerse en las intersecciones. Esto permite mayores volúmenes de tráfico y reduce el ruido y consumo de energía debido a que se requiere menor uso de los frenos y del acelerador. En la práctica, solo un porcentaje de los autos puede usar la ola verde antes de que la banda de tiempo concluya para dar via a otros flujos de tráfico.
La coordinación de las señales se puede hacer dinámicamente (automáticamente), usando sensores para monitorear los flujos de tráfico. De otra manera, se puede hacer estadísticamente mediante el uso de temporizadores. Bajo ciertas circunstancias, las olas verdes pueden intercalarse con las de tráficos en otras direcciones, pero esto aumenta la complejidad y reduce la usabilidad, por lo tanto sólo las vías que llevan los volúmenes más importantes de tráfico se les da este trato preferencial.
Una de las desventajas de la ola verde es que cuando los motoristas más lentos que el promedio llegan al semáforo y encuentran una luz roja, han acumulado una cola de vehículos detrás de ellos, anulando el propósito de la ola verde. Los motoristas más veloces también afectan la ola, porque en cierto momento ellos van a encontrar una luz roja y tendrán que esperar a que la siguiente ola llegue.
- Datos: Q966337
- Multimedia: Green wave / Q966337